# Ramularia maculiformis
Ramularia maculiformis är en svampart som beskrevs av Unger 1833. Ramularia maculiformis ingår i släktet Ramularia och familjen Mycosphaerellaceae.   Inga underarter finns listade i Catalogue of Life.